# 38. Kongress der Vereinigten Staaten
Der 38. Kongress der Vereinigten Staaten, bestehend aus dem Repräsentantenhaus und dem Senat, war die Legislative der Vereinigten Staaten. Seine Legislaturperiode dauerte vom 4. März 1863 bis zum 4. März 1865. Alle Abgeordneten des Repräsentantenhauses sowie ein Drittel der Senatoren (Klasse I) waren im Jahr 1862 bei den Kongresswahlen gewählt worden. Dabei ergab sich in beiden Kammern eine Mehrheit für die Republikanische Partei. Der Demokratischen Partei blieb nur die Rolle in der Opposition. Der Kongress tagte in der amerikanischen Bundeshauptstadt Washington, D.C. Präsident war Abraham Lincoln. Die Vereinigten Staaten bestanden damals aus eigentlich 34 Bundesstaaten, zumindest aus der Sichtweise der Nordstaaten. Während der Legislaturperiode war aber der Amerikanische Bürgerkrieg noch in vollem Gange und die elf Staaten der Konföderation waren nicht im Kongress vertreten. Allerdings traten während der Legislaturperiode die Staaten West Virginia und Nevada der Union bei, so dass nach deren Zählweise am Ende der Amtszeit des 38. Kongresses 36 Staaten die Vereinigten Staaten bildeten. Die Sitzverteilung im Repräsentantenhaus basierte auf der Volkszählung von 1860.

## Wichtige Ereignisse
Siehe auch 1863, 1864 und 1865
- 4. März 1863: Beginn der Legislaturperiode des 38. Kongresses
- Die gesamte Legislaturperiode ist von den Ereignissen des Bürgerkriegs überschattet. Außerdem gehen im Westen die Indianerkriege weiter.
- 20. Juni 1863: West Virginia wird 35. Bundesstaat der USA.
- 4. Juli 1863: Nach der Schlacht von Gettysburg und der für die Union erfolgreichen Schlacht um Vicksburg zeichnet sich im Bürgerkrieg eine militärische Wende zugunsten des Nordens ab.
- 19. November 1863: Präsident Lincoln hält seine als Gettysburg Address berühmt gewordene kurze Ansprache.
- 28. Mai 1864: Gründung des Montana-Territoriums.
- 15. Juni 1864: Beginn der Anlage des Arlington Nationalfriedhofs.
- 31. Oktober 1864: Nevada wird 36. Bundesstaat der USA.
- 8. November 1864: Präsidentschafts- und Kongresswahlen in den USA. Präsident Lincoln wird wieder gewählt. Im Kongress verteidigen die Republikaner die Mehrheit in beiden Kammern.
- 22. Februar 1865: Der inzwischen von der Union besetzte ehemals konföderierte Staat Tennessee  gibt sich eine neue Verfassung und schafft die Sklaverei ab.

## Die wichtigsten Gesetze
In den Sitzungsperioden des 38. Kongresses wurden unter anderem folgende Bundesgesetze verabschiedet (siehe auch: Gesetzgebungsverfahren):
- 22. April 1864: Coinage Act of 1864
- 30. Juni 1864: Yosemite Valley Grant Act
- 31. Januar 1865: Der 13. Zusatzartikel zur Verfassung der Vereinigten Staaten wird vom Kongress verabschiedet und bis Dezember von den Einzelstaaten ratifiziert.
- 3. März 1865: Freedmen’s Bureau

## Zusammensetzung nach Parteien

### Senat
- Demokratische Partei: 10
- Republikanische Partei: 33
- Sonstige: 9
- Vakant: 20 (Senatoren aus den Südstaaten)

Gesamt: 72 Stand am Ende der Legislaturperiode

### Repräsentantenhaus
- Demokratische Partei: 72
- Republikanische Partei: 85
- Unionisten: 25
- Unabhängige Republikaner: 2
- Vakant: 58 (hauptsächlich Abgeordnete aus den Südstaaten)

Gesamt: 242
Außerdem gab es noch zehn nicht stimmberechtigte Kongressdelegierte.

## Amtsträger

### Senat
- Präsident des Senats: Hannibal Hamlin (R)
- Präsident pro tempore: Solomon Foot (R) bis zum 13. April 1864, danach Daniel Clark (R)

### Repräsentantenhaus
- Sprecher des Repräsentantenhauses: Schuyler Colfax (R)

## Senatsmitglieder
Im 38. Kongress vertraten folgende Senatoren ihre jeweiligen Bundesstaaten:
| Alabama - 2. Vakant - 3. Vakant Arkansas - 2. Vakant - 3. Vakant Kalifornien - 1. John Conness (R) - 3. James A. McDougall (D) Connecticut - 1. James Dixon (R) - 3. Lafayette S. Foster (R) Delaware - 1. James A. Bayard (D) bis zum 29. Januar 1864 - George R. Riddle (D) ab dem 2. Februar 1864 - 2. Willard Saulsbury (D) Florida - 1. Vakant - 3. Vakant Georgia - 2. Vakant - 3. Vakant Illinois - 2. William Alexander Richardson (D) - 3. Lyman Trumbull (R) Indiana - 1. Thomas A. Hendricks (D) - 3. Henry Smith Lane (R) Iowa - 2. James W. Grimes (R) - 3. James Harlan (R) Kansas - 2. James Henry Lane (R) - 3. Samuel C. Pomeroy (R) Kentucky - 2. Lazarus W. Powell (D) - 3. Garrett Davis (U) Louisiana - 2. Vakant - 3. Vakant Maine - 1. Lot M. Morrill (R) - 2. William P. Fessenden (R) bis zum 1. Juli 1864 - Nathan A. Farwell (R) ab dem 27. Oktober 1864 Maryland - 1. Reverdy Johnson (U) - 3. Thomas Holliday Hicks (U) Massachusetts - 1. Charles Sumner (R) - 2. Henry Wilson (R) Michigan - 1. Zachariah Chandler (R) - 2. Jacob M. Howard (R) Minnesota - 1. Alexander Ramsey (R) - 2. Morton S. Wilkinson (R) | Mississippi - 1. Vakant - 2. Vakant Missouri - 1. John B. Henderson (U) - 3. Robert Wilson (U) bis zum 13. November 1863 - B. Gratz Brown (U) ab dem 13. November 1863 Nevada - 1. William M. Stewart (R) ab dem 1. Februar 1865 - 3. James W. Nye (R) ab dem 1. Februar 1864 New Hampshire - 2. John P. Hale (R) - 3. Daniel Clark (R) New Jersey - 1. William Wright (D) - 2. John C. Ten Eyck (R) New York - 1. Edwin D. Morgan (R) - 3. Ira Harris (R) North Carolina - 2. Vakant - 3. Vakant Ohio - 1. Benjamin Wade (R) - 3. John Sherman (R) Oregon - 2. Benjamin F. Harding (D) - 3. James W. Nesmith (D) Pennsylvania - 1. Charles R. Buckalew (D) - 3. Edgar Cowan (R) Rhode Island - 1. William Sprague (R) - 2. Henry B. Anthony (R) South Carolina - 2. Vakant - 3. Vakant Tennessee - 1. Vakant - 2. Vakant Texas - 1. Vakant - 2. Vakant Vermont - 1. Solomon Foot (R) - 3. Jacob Collamer (R) Virginia - 1. Lemuel J. Bowden (U) bis zu seinem Tod am 2. Jan. 1864, danach blieb der Sitz vakant - 2. John S. Carlile (U) West Virginia - 1. Peter G. Van Winkle (U) ab dem 4. August 1863 - 2. Waitman T. Willey (U) ab dem 4. August 1863 Wisconsin - 1. James Rood Doolittle (R) - 3. Timothy Otis Howe (R) |

## Mitglieder des Repräsentantenhauses
Folgende Kongressabgeordnete vertraten im 38. Kongress die Interessen ihrer jeweiligen Bundesstaaten:
| Alabama 6 Wahlbezirke - 1. Vakant - 2. Vakant - 3. Vakant - 4. Vakant - 5. Vakant - 6. Vakant Arkansas 3 Wahlbezirke - 1. Vakant - 2. Vakant - 3. Vakant Kalifornien 3 Wahlbezirke (alle staatsweit gewählt) - 1. Cornelius Cole (R) - 2. William Higby (R) - 3. Thomas Bowles Shannon (R) Connecticut 4 Wahlbezirke - 1. Henry C. Deming (R) - 2. James E. English (D) - 3. Augustus Brandegee (R) - 4. John Henry Hubbard (R) Delaware Staatsweite Wahl - William Temple (D) bis zum 28. Mai 1863 - Nathaniel B. Smithers (U) ab dem 7. Dezember 1863 Florida Staatsweit Vakant Georgia 7 Wahlbezirke - 1. Vakant - 2. Vakant - 3. Vakant - 4. Vakant - 5. Vakant - 6. Vakant - 7. Vakant Illinois 13 Wahlbezirke plus einen staatsweitgewählten Abgeordneten - 1. Isaac N. Arnold (R) - 2. John F. Farnsworth (R) - 3. Elihu B. Washburne (R) - 4. Charles M. Harris (D) - 5. Owen Lovejoy (R) bis zum 25. März 1864 - Ebon C. Ingersoll (R) ab dem 20. Mai 1864 - 6. Jesse O. Norton (R) - 7. John R. Eden (D) - 8. John T. Stuart (D) - 9. Lewis W. Ross (D) - 10. Anthony L. Knapp (D) - 11. James Carroll Robinson (D) - 12. William Ralls Morrison (D) - 13. William J. Allen (D) - 14. James C. Allen (D) Staatsweit gewählt Indiana 11 Wahlbezirke - 1. John Law (D) - 2. James A. Cravens (D) - 3. Henry W. Harrington (D) - 4. William S. Holman (D) - 5. George Washington Julian (R) - 6. Ebenezer Dumont (R) - 7. Daniel W. Voorhees (D) - 8. Godlove Stein Orth (R) - 9. Schuyler Colfax (R) - 10. Joseph K. Edgerton (D) - 11. James F. McDowell (D) Iowa 6 Wahlbezirke - 1. James F. Wilson (R) - 2. Hiram Price (R) - 3. William B. Allison (R) - 4. Josiah Bushnell Grinnell (R) - 5. John A. Kasson (R) - 6. Asahel W. Hubbard (R) Kansas Staatsweite Wahl - Abel Carter Wilder (R) Kentucky 9 Wahlbezirke - 1. Lucien Anderson (U) - 2. George Helm Yeaman (U) - 3. Henry Grider (U) - 4. Aaron Harding (U) - 5. Robert Mallory (U) - 6. Green Clay Smith (U) - 7. Brutus J. Clay (U) - 8. William H. Randall (U) - 9. William H. Wadsworth (U) Louisiana 5 Wahlbezirke - 1. Vakant - 2. Vakant - 3. Vakant - 4. Vakant - 5. Vakant Maine 5 Wahlbezirke - 1. Lorenzo Sweat (D) - 2. Sidney Perham (R) - 3. James G. Blaine (R) - 4. John H. Rice (R) - 5. Frederick A. Pike (R) Maryland 5 Wahlbezirke. - 1. John Creswell (U) - 2. Edwin Hanson Webster (U) - 3. Henry Winter Davis (U) - 4. Francis Thomas (U) - 5. Benjamin Gwinn Harris (D) Massachusetts 10 Wahlbezirke - 1. Thomas D. Eliot (R) - 2. Oakes Ames (R) - 3. Alexander H. Rice (R) - 4. Samuel Hooper (R) - 5. John B. Alley (R) - 6. Daniel W. Gooch (R) - 7. George S. Boutwell (R) - 8. John Denison Baldwin (R) - 9. William B. Washburn (R) - 10. Henry L. Dawes (R) Michigan 6 Wahlbezirke - 1. Fernando C. Beaman (R) - 2. Charles Upson (R) - 3. John W. Longyear (R) - 4. Francis William Kellogg (R) - 5. Augustus C. Baldwin (R) - 6. John F. Driggs (R) Minnesota 2. Wahlbezirke - 1. William Windom (R) - 2. Ignatius Donnelly (R) Mississippi 5 Wahlbezirke - 1. Vakant - 2. Vakant - 3. Vakant - 4. Vakant - 5. Vakant Missouri 9 Wahlbezirke - 1. Francis Blair bis zum 10. Juni 1864 - Samuel Knox (U) ab dem 10. Juni 1864 - 2. Henry Taylor Blow (U) - 3. John William Noell (U) bis zum 14. März 1863 - John Guier Scott (D) ab dem 7. Dezember 1863 - 4. Sempronius H. Boyd (U) - 5. Joseph W. McClurg (D) - 6. Austin Augustus King (U) - 7. Benjamin F. Loan (U) - 8. William Augustus Hall (U) - 9. James S. Rollins (U) Nevada Staatsweite Wahl - Henry G. Worthington (R) ab dem 31. Oktober 1864 New Hampshire 3 Wahlbezirke - 1. Daniel Marcy (D) - 2. Edward H. Rollins (R) - 3. James W. Patterson (R) | New Jersey 5 Wahlbezirke - 1. John F. Starr (R) - 2. George Middleton (D) - 3. William G. Steele (D) - 4. Andrew J. Rogers (D) - 5. Nehemiah Perry (D) New York 31 Wahlbezirke. - 1. Henry G. Stebbins (D) bis zum 24. Oktober 1864 - Dwight Townsend (D) ab dem 5. Dezember 1864 - 2. Martin Kalbfleisch (D) - 3. Moses F. Odell (D) - 4. Benjamin Wood (D) - 5. Fernando Wood (D) - 6. Elijah Ward (D) - 7. John Winthrop Chanler (D) - 8. James Brooks (D) - 9. Anson Herrick (D) - 10. William Radford (D) - 11. Charles H. Winfield (D) - 12. Homer Augustus Nelson (D) - 13. John B. Steele (D) - 14. Erastus Corning (D) bis zum 5. Oktober 1863 - John V. L. Pruyn (D) ab dem 7. Dezember 1863 - 15. John Augustus Griswold (D) - 16. Orlando Kellogg (R) - 17. Calvin T. Hulburd (R) - 18. James M. Marvin (R) - 19. Samuel Franklin Miller (R) - 20. Ambrose W. Clark (R) - 21. Francis Kernan (D) - 22. De Witt Clinton Littlejohn (R) - 23. Thomas Treadwell Davis (R) - 24. Theodore Medad Pomeroy (R) - 25. Daniel Morris (R) - 26. Giles W. Hotchkiss (R) - 27. Robert B. Van Valkenburgh (R) - 28. Freeman Clarke (R) - 29. Augustus Frank (R) - 30. John Ganson (D) - 31. Reuben Fenton (R) bis zum 20. Dezember 1864 North Carolina 7 Wahlbezirke - 1. Vakant - 2. Vakant - 3. Vakant - 4. Vakant - 5. Vakant - 6. Vakant - 7. Vakant Ohio 19 Wahlbezirke - 1. George H. Pendleton (D) - 2. Alexander Long (D) - 3. Robert Cumming Schenck (R) - 4. John F. McKinney (D) - 5. Francis Celeste Le Blond (D) - 6. Chilton A. White (D) - 7. Samuel S. Cox (D) - 8. William Johnston (D) - 9. Warren P. Noble (D) - 10. James Mitchell Ashley (R) - 11. Wells A. Hutchins (D) - 12. William E. Finck (D) - 13. John O’Neill (D) - 14. George Bliss (D) - 15. James R. Morris (D) - 16. Joseph W. White (D) - 17. Ephraim R. Eckley (R) - 18. Rufus P. Spalding (R) - 19. James A. Garfield (R) Oregon Staatsweite Wahl - John R. McBride (R) Pennsylvania 24 Wahlbezirke - 1. Samuel J. Randall (D) - 2. Charles O’Neill (R) - 3. Leonard Myers (R) - 4. William D. Kelley (R) - 5. Martin Russell Thayer (R) - 6. John Dodson Stiles (D) - 7. John Martin Broomall (R) - 8. Sydenham Elnathan Ancona (D) - 9. Thaddeus Stevens (R) - 10. Myer Strouse (R) - 11. Philip Johnson (D) - 12. Charles Denison (D) - 13. Henry Wells Tracy (Unabhängiger Republikaner) - 14. William Henry Miller (D) - 15. Joseph Bailey (D) - 16. Alexander Hamilton Coffroth (D) - 17. Archibald McAllister (D) - 18. James Tracy Hale (Unabhängiger Republikaner) - 19. Glenni William Scofield (R) - 20. Amos Myers (R) - 21. John Littleton Dawson (D) - 22. James K. Moorhead (R) - 23. Thomas Williams (R) - 24. Jesse Lazear (D) Rhode Island 2 Wahlbezirke - 1. Thomas Jenckes (R) - 2. Nathan Dixon (R) South Carolina 4 Wahlbezirke - 1. Vakant - 2. Vakant - 3. Vakant - 4. Vakant Tennessee 8 Wahlbezirke - 1. Vakant - 2. Vakant - 3. Vakant - 4. Vakant - 5. Vakant - 6. Vakant - 7. Vakant - 8. Vakant Texas 4 Wahlbezirke - 1. Vakant - 2. Vakant - 3. Vakant - 4. Vakant Vermont 3 Wahlbezirke - 1. Frederick E. Woodbridge (R) - 2. Justin Smith Morrill (R) - 3. Portus Baxter (R) Virginia 11 Wahlbezirke - 1. Vakant - 2. Vakant - 3. Vakant - 4. Vakant - 5. Vakant - 6. Vakant - 7. Vakant - Vakant - 8. Vakant - 9. Vakant Sitz wurde am 20. Juni 1863 dem neuen Staat West Virginia zugeordnet - 10. Vakant Sitz wurde am 20. Juni 1863 dem neuen Staat West Virginia zugeordnet - 11. Vakant Sitz wurde am 20. Juni 1863 dem neuen Staat West Virginia zugeordnet West Virginia 3 Wahlbezirke - 1. Jacob B. Blair (U) ab dem 7. Dezember 1863 - 2. William Brown (U) ab dem 7. Dezember 1863 - 3. Kellian Whaley (U) ab dem 7. Dezember 1863 Wisconsin 6 Wahlbezirke - 1. James S. Brown (D) - 2. Ithamar Sloan (R) - 3. Amasa Cobb (R) - 4. Charles A. Eldredge (D) - 5. Ezra Wheeler (D) - 6. Walter D. McIndoe (R) |

Nicht stimmberechtigte Mitglieder im Repräsentantenhaus:
- Arizona-Territorium: Charles Debrille Poston (R) ab dem 5. Dezember 1864
- Colorado-Territorium: Hiram Pitt Bennet (R)
- Dakota-Territorium: William Jayne bis zum 17. Juni 1864, dann John Todd
- Idaho-Territorium: William Henson Wallace (R) ab dem 1. Februar 1864
- Montana-Territorium: Samuel McLean (D) ab dem 6. Januar 1865
- Nebraska-Territorium: Samuel Gordon Daily (R)
- Nevada-Territorium: Gordon Newell Mott (R) bis zum 31. Oktober 1864
- New-Mexico-Territorium: Francisco Perea (R)
- Utah-Territorium: John F. Kinney (D)
- Washington-Territorium: George Edward Cole (D)